# Kalendarium historii Szkocji
Kalendarium historii Szkocji – uporządkowany chronologicznie, począwszy od czasów najdawniejszych aż do współczesności, wykaz dat i wydarzeń z historii Szkocji.
- 80 n.e. – rzymski namiestnik Brytanii, Juliusz Agrykola, najechał na Kaledonię
- 84 – Brytowie pod wodzą Calgacusa ponieśli klęskę w bitwie z Rzymianami pod Mons Graupius
- 121–129 – Klaudiusz Ptolemeusz opisał w dziele Geographia najwcześniejszą znaną pisemną wzmiankę o ludach zamieszkujących okolice Dublina, nawiązując do osady zwanej Eblana
- 142 – ok. 160 km na północ od Muru Hadriana Rzymianie budują wał Antonina
- 296 – powstała pierwsza wzmianka o Piktach w literaturze łacińskiej
- 360 – powstał pierwszy rzymski opis ludów Irlandii z użyciem nazwy „Szkoci”
- 368 – Piktowie, Szkoci i Sasi napadli na Londyn
- 397 – Święty Ninian wylądował w zatoce Galloway, gdzie założył pierwszy kościół chrześcijański w Whithorn
- ok. 410 – Rzymianie opuścili Wyspy Brytyjskie
- 460–490 – Król Artur, domniemany władca Brytów, wiedzie swą armię złożoną z wyborowych wojowników celtyckich do walki z najeźdźcami saskimi. Być może epizod ten wydarzył się sto lat później, a jego bohaterem jest Aidan, namaszczony przez św. Kolumbę na króla Dalriady
- 501–503 – Szkoci z Irlandii założyli królestwo Dalriada w Argyll, na zachodnim wybrzeżu dzisiejszej Szkocji
- 563 – do Argyll przybył z Irlandii św. Kolumba; w Szkocji powstały pierwsze kościoły i klasztory (na wyspie Iona)
- 597 – śmierć św. Kolumby
- 600 – bitwa pod Catraeth (Catterick, hrabstwo Yorkshire) – 300 wojów z plemienia Gododdin (z okolic dzisiejszego Edynburga) zginęło w walce z anglosaskim władcą Nortumbrii – Ethelfrithem. Sam Ethelfrith zginął w 616, w innej bitwie
- po 600 – powstał pierwszy poemat szkocki „Y Gododdin”
- ok. 608 – zmarł Aidan, król Dalriady
- 685 – bitwa pod Nechtansmere; Piktowie pod wodzą Brude zwyciężyli Anglów i ustanowili południową granicę Szkocji. Król Piktów wyrzekł'się kościoła celtyckiego na rzecz kościoła rzymskokatolickiego
- 794 – początek inwazji wikingów norweskich
- 802 – duńscy wikingowie splądrowali Ionę
- 843 – Kenneth MacAlpin zjednoczył Szkotów i Piktów pod swoimi rządami. Powstało Królestwo Alby, zjednoczone państwo Szkotów i Piktów
- 973 – Kenneth II pokonał duńskich najeźdźców w bitwie pod Luncarty koło Perth
- 1005 – w północno-wschodniej Szkocji przychodzi na świat Makbet, syn Finnleacha. Tego samego roku ginie Kenneth III, zamordowany przez swego kuzyna Malcolma z Monzievaird, który obejmuje tron Alby jako Malcolm II
- 1018 – Malcolm II pokonał wojowników z Nortumbii w bitwie pod Carham
- 1020 – Finnleach został zamordowany przez innego Malcolma oraz Gillacomgaina. Młody Makbet przysiągł zemstę
- 1032 – Malcolm umarł, a Makbet wraz z sojusznikami osaczył Gillacomgain i jego 50 towarzyszy i spalił ich żywcem
- 1034 – król Malcolm II został zamordowany w Glamis. Na tron wstąpił Duncan I (ten sam, którego opisuje William Szekspir w Makbecie)
- 1039 – Duncan najechał northumbryjskie Durham, ale wyprawa skończyła się klęską, a Duncan musiał się salwować ucieczką do Szkocji
- 1040 – Makbet w bitwie pod Elgin zabił Duncana I i przejął tron szkocki
- 1057 – śmierć Makbeta w bitwie pod Lumpahan
- 1058 – po zamordowaniu syna Makbeta, Lulacha, królem został Malcolm III syn Duncana I. Początek anglicyzacji Kościoła i sądu
- 1107 – Szkocja została podzielona między braci zmarłego króla Edgara. Aleksander I objął północną część kraju i tytuł królewski, a Dawid I – południe (Strathclyde, część Lothian, Cumbria) i tytuł earla Cumbrii
- 1124 – Dawid I został królem Szkotów
- 1138 – porażka Dawida I w bitwie przeciw wojskom norweskim pod Northhallerton
- 1290 – Król Anglii Edward I ogłosił się feudalnym suwerenem Szkocji
- 1296 – Edward I ukradł kamień koronacyjny królów szkockich, tzw. Kamień Przeznaczenia i umieścił go w Opactwie Westminsterskim
- 1297 – William Wallace stanął na czele buntu. Porażka Anglików w bitwie pod Stirling
- 1305 – William Wallace został skazany na śmierć za zdradę przez sąd angielski
- 1306 – koronowano Roberta I Bruce
- 1314 – bitwa pod Bannockburn
- 1320 – papież uznał pełną niepodległość Szkocji
- 1371 – umarł Dawid II Bruce, ostatni król z dynastii Bruce. Początek panowania dynastii Stuartów
- 1406 –podczas podróży do Francji syn Roberta III, książę Jakub został wzięty do niewoli przez Anglików. Regentem został stryj Jakuba – Robert Stewart, pierwszy diuk Albany
- 1420 –wykupiono Jakuba przez Szkotów po śmierci Roberta III
- 1424 – koronowano Jakuba I
- 1437 – zamordowano Jakuba I Stuarta
- 1603 – unia personalna Anglii i Szkocji
- 1639–1640 – wojny biskupie
- 1660 – restauracja monarchii przez Karola II Stuarta
- 1692 – rzeź w Glencoe
- 1707 – podpisano akt unii, na podstawie którego królestwo połączyło się z królestwem Anglii
- 1715 – Bitwa pod Sheriffmuir
- 1746 – Bitwa pod Culloden
- 1846–1856 – dziesięcioletnia klęska głodu (Highland Potato Famine) spowodowana zarazą ziemniaczaną
- 1879 – katastrofa mostu nad Tay
- 1885 – Szkocja otrzymała ministerstwo w rządzie Wielkiej Brytanii
- 1988 – zamach nad Lockerbie
- 1997 – referendum autonomiczne; 74% mieszkańców wypowiedziało się za ponownym utworzeniem własnego parlamentu
- 1998 – ukonstytuowano pierwszy nowy Parlament Szkocki
- 2014 – referendum niepodległościowe